# 의성군·청송군·영덕군·울진군
의성군·청송군·영덕군·울진군은 대한민국의 국회의원 선거구이다. 경상북도 의성군, 청송군, 영덕군, 울진군을 관할한다. 현 지역구 국회의원은 국민의힘의 박형수이다.

## 역사
2023년 7월 1일을 기해서 경상북도 군위군이 대구광역시에 편입되었다. 이에 제22대 국회의원 선거를 앞두고 실시된 선거구 획정 과정에서 군위군을 제외한 남은 의성군, 청송군, 영덕군과 울진군이 하나의 선거구를 이루기로 결정됨에 따라 신설되었다.

## 관할 구역
| 대수  | 관할 구역                                       |
| ----- | ----------------------------------------------- |
| 22대~ | 의성군 일원 청송군 일원 영덕군 일원 울진군 일원 |

## 역대 국회의원
| 선거   | 정당 | 정당     | 의원   |
| ------ | ---- | -------- | ------ |
| 2024년 |      | 국민의힘 | 박형수 |

## 역대 선거 결과

### 대한민국 제22대 국회의원 선거
|  | 83.33% |

|  | 16.66% |

## 같이 보기
- 의성군의 국회의원
- 청송군의 국회의원
- 영덕군의 국회의원
- 울진군의 국회의원